# 七龍珠Z
《七龍珠Z》（日語：ドラゴンボールZ）是改編自日本漫畫家鳥山明漫畫《七龍珠》第195話至第519話的內容，並於1989年4月26日到1996年1月31日播放。
由東映及東映動畫製作《七龍珠》的電視節目動畫系列從1986年至1997年在日本的富士電視台長達11年播映期間，連續11年平均超過20%的收視率受到日本人喜愛，這個系列在全世界超過80個國家放映廣受好評。

## 爭議
七龍珠的華人粉絲普偏認為《七龍珠Z》是鳥山明製作的作品、並由鳥山明擔任本節目的劇本統籌和劇本創作。而外國人卻認為《七龍珠Z》是東映動畫、集英社、富士電視台等多家廠商共同製作的作品而產生不同國籍之間的誤解及混淆。

## 解說
動畫版是由東映動画（現・東映ANIMATION）製作，《七龍珠》、《七龍珠Z》、《七龍珠GT》每個星期三 19:00 - 19:30（日本時間）在日本的富士電視台放映。《七龍珠改》與《七龍珠超》每個星期日 9:00 - 9:30（日本時間）也在富士電視台放映。《七龍珠》、《七龍珠Z》和《七龍珠GT》的三部作品中總共放映508話與3話的電視特別節目，以及17部電影版系列。
《七龍珠》、《七龍珠Z》基本遵循原作《七龍珠》漫畫，但為了避免趕上原作進度，所以增加許多原創情節、故事：「火燄山婚禮篇」、「魔凶星篇」、「那個世界武道會篇」並考慮它的原作是週刊漫畫，如果以動畫進行處理，劇情內容不足以容納一話約20分鐘的動畫節目，所以額外為它加入許多原創和細節調整。在《七龍珠Z》中，製作動畫獨有的場景和情節，有些是基於漫畫作者鳥山明的想法。在《七龍珠》、《七龍珠Z》中，鳥山明基本上沒有參與故事創作，鳥山“我沒有參與”。鳥山對“您認為原作和動畫是不同的東西嗎？”的問題回答了“我確實有這種感覺，但是我不可能每週都仔細檢查動畫版本。我認為自己最好避免談論它的動畫版本。”“我基本上不會幫動畫做太多事情。我覺得把它留給工作人員自己去處理就好了。”“我對動畫版本沒有任何特殊要求，因為在製作動畫時我將所有東西都留給工作人員去做。但是，過了一會，我覺得有時走得偏離健全完美，只有那時有點擔心，所以我記得有提出一些不滿來提醒他們。”。在2016年的書中，當我想到原作的結局時，我認為必須要說“這次我真的要結局了”所以我把時間設計在10年後...但是沒想到動畫會接下去，所以我認為這家動畫製作公司會很苦惱吧（笑）。」關於《七龍珠GT》，鳥山明審閱東映動画的原始劇本和故事，最後提供建議。鳥山“因為那是在連載結束後不久發生，所以我沒有在意東映動画發送來《七龍珠GT》寫的內容，但是我記得曾為他們盡力繪製了所需設計圖。”
副標題的「Z」是鳥山明提出，指英文字母表的最後一個字母，意即《七龍珠》的故事即將要結束了。但是在鳥山明向製作人解釋「Z」的涵義之前，製作人經常把這部動畫片稱為《七龍珠 悟飯的大冒險（ドラゴンボール 悟飯の大冒険）》並曾經打算以此命名，但是考量到1988年上映的電影動畫《七龍珠 摩訶不可思議大冒險》用過相似的標題而棄用。製作人員「孫悟空的兒子孫悟飯比較像主角」所以在本作中的原創劇情、開場與結束的動畫片段以描繪悟飯為主。鳥山明「不是啦… 我從來就不打算換掉主角」。當年《七龍珠Z》在日本正式播映前，JUMP的1989年18號收錄的特報將「Z」解釋為「究極」與「最強」的說明。
鳥山明的第一任責任編輯鳥嶋和彥看了前作收視率下滑的《七龍珠》，少年悟空貫穿比克大魔王的動畫場面，可愛的與甜美畫風還保留著「這可不行啊」。從孫悟空長大後與孫悟飯登場的地方，鳥嶋和東映與電視台經過協商評估後，決定換掉一部分的動畫師，讓《聖鬥士星矢》的動畫師、導演、劇本家等加入，同時申報新的製作經費和預算，由此全新的面貌的電視動畫節目《七龍珠Z》誕生了。
本作的故事分為九個篇幅：賽亞人篇、那美克星篇、弗力札篇、魔凶星篇、人造人類篇、賽魯遊戲篇、那個世界的武道會篇、賽亞超人篇及魔人普烏篇。魔凶星篇及那個世界的武道會篇是電視動畫原創故事。
隨著《七龍珠》動畫版系列趕上漫畫的連載進度、動畫工作人員與鳥山明保持聯繫，考量到人氣銳減及收視率降低、決定變更動畫的副標題以幫助改變節目的形象。起初，鳥山先生有打算要結束《七龍珠》的漫畫原作，因此決定添加英文字母中的最後一個字“Z”來表示。鳥山明「當時就想著正式終結原作漫畫了（笑），所以為了表示“這下子可就結束了~”才冠上“Z”這個標題。」在正式改變標題之前，動畫製作中的構圖階段仍用"DRAGON BALL"標示。
《七龍珠Z》在日本的關東地區的平均收視率是20.5%
- 關東地區最高收視率是27.5%（1994年2月23日播映。第218話「拆穿了!孫悟飯是賽亞假面超人」）[22]
- 關西地區34.1%（1991年11月13日播映。第116話「悟飯的一線勝機!攻擊那顆魔凶星…」）。

1995年5月，鳥山的《七龍珠》原作漫畫在第519話完結篇。《七龍珠Z》也在播映291話、2部電視電影動畫版和13部電影動畫之後，電視動畫的《七龍珠Z》在1996年1月31日告一段落。但由於工作人員在收到原作結局後並沒有覺得“這就是結局”所以緊接著製播電視動畫的原創續集《七龍珠GT》。
日本的萬代南夢宮•集英社•東映動畫出品的官方《龍珠》電子遊戲中，《龍珠Z》的戰士稱為「Z戰士」，本作《龍珠Z》主題歌亦經常出現「Z戰士」的歌詞。原作漫畫《龍珠》稱為「龍隊」。

## 獎項
1995年《七龍珠Z》在『Club Dorothée』獲得優秀アニメーション賞第1位。

## 關於原作者
2004年《電視動畫指南 Dragon Ball Z 孫悟空傳說》鳥山明與中鶴勝祥的對話中，鳥山明並不知道《七龍珠Z》是悟空與琪琪結婚後，悟空的哥哥拉帝茲來到地球之後的故事開始。 鳥山「誒，是這樣嗎？那章節分得恰到好處嘛。」
《七龍珠》的漫畫作家鳥山明在本作的參與除了標題“Z”還有為原創提供些許想法及設計。
1. 蛇道上的巨蟒怪獸[27]。儘管蛇姬與隨從是由人物設計師設計，但是巨蟒怪獸的幻覺是鳥山明提供了構思給動畫師人員參考[27]。
2. 古雷格利[28]，在悟空見界王大人期間，動畫工作人員想再增加一個角色。鳥山在古雷格利上除了設計原案外，也繪製一幅和孫悟空和界王大人的身高對照表[28]。
3. 蛇道下神秘的雲層與地獄隔開的想法[27]。
4. 賽亞人及茲夫爾人之間的歷史。
5. 栽培人是賽亞人的科學家利用生物技術創造，戰鬥力僅次於拉帝茲[29]。
6. 七龍珠Z第10話，飲茶與布瑪發生爭執獨自離開西都、成為一名棒球選手[27]。
7. 七龍珠Z第15話，比克一分為二的修行模式[27]。
8. 天津飯與餃子登上卡琳塔。
9. 貝吉達王的臉部及髮型，但是沒有身體和服裝的設計[30]。
10. 排骨飯，並說明長相與比克有些許相似[29]。
11. 大界王。
12. 巴達克與他的戰鬥員的造型設計。起初由中鶴勝祥設計，後來經過鳥山明修改[20][26][29]。

《七龍珠Z》電影動畫系列作品大部分鳥山明只有設計造型外觀提供給動畫製作的工作人員。
1. 威洛博士
2. 精神樹 
3. 那美克星人的弱點是口哨的設定，害怕高頻聲波的噪聲用於1991年首映的電影動畫《七龍珠Z 超級賽亞人孫悟空》[27]。
4. 史拉葛 (日文：、上半身)
5. 克維拉、克維拉(最終形態) (日文：、)
6. 克維拉機甲戰隊 
7. 超級賽亞人孫悟空 (日文：、悟空的眼球為紅色)
8. 人造人13'14'15號
9. 布羅利、超級賽亞人布羅利 (日文：、)
10. 波傑克  及他的戰鬥成員
11. 邪念波  動畫師山室直儀在2015年對談中，描述當年和鳥山明共同完成邪念波的設計過程。
12. 塔皮歐 
13. 米諾沙 

## 故事概要

### 賽亞人篇
第001話~第035話
接續上一部電視節目《七龍珠》故事。悟空在第23屆天下第一武道會取得冠軍後，成為世界第一戰士，隨後與琪琪結婚生下孫悟飯。然而和平的日子並沒有維持很久，悟空的哥哥拉帝茲來到地球尋找悟空加入同伴，並以悟飯做為人質威脅悟空去殺害一百名地球人後，將悟飯帶走。悟空無法答應利用觔斗雲和比克一同追趕拉帝茲。悟飯的潛在力量爆發，悟空及比克在戰鬥中擊敗了拉帝茲。
拉帝茲在死前向悟空及比克預告「有另外兩名賽亞人將在一年後會來到地球。」於是戰士們各自為時一年的修練。大約一年後，貝吉達和那霸來到地球與比克等人展開戰鬥，飲茶、餃子、天津飯與比克在戰鬥中喪生，最後悟空、克林、悟飯、亞奇洛貝等的合力下，擊退貝吉達。

### 那美克星篇
第035話~第74話
由於比克和天神死亡的緣故，地球上的七龍珠已經變成了石頭。於是布瑪、悟飯、克林為了讓同伴們起死回生而前往那美克星。途中遇到假的那美克星球，以及外星人小孩，布瑪等人通過小孩口述得知前往那美克星球的捷徑，順路抵達目的地。但是貝吉達和弗力札同樣也在各自尋找七龍珠，在那美克星球經歷一番七龍珠爭奪戰之後，悟飯、-
丹丹-、克林等人成功奪取七龍珠。

#### 電視特別節目
七龍珠Z第63話和第64話之間播放的電視電視特別節目“一夫當關的最後決戰～向弗利沙挑戰的Z戰士 孫悟空之父～”
發生於七龍珠的歷史737年。在貝吉達行星上有一名為卡洛特的賽亞人嬰兒誕生，同一時間他的父親巴達克等五名賽亞人佔領卡那薩星球(カナッサ星)，隔天同夥的其他戰士提議要替“兒子的誕生慶祝”，此時卡那薩星的倖存者トオロ使用幻影拳攻擊巴達克，トオロ告訴他們“我已經釋放了可以讓你預知未來的幻影拳。你已經可以看到你們一族的末路了，你們只有被詛咒的未來。你就看看那個未來好好的苦惱吧！哈哈哈哈”此後巴達克立即失去意識。成功佔領卡那薩的消息隨即傳到弗力札那裡，其部下尚波“雖然個人力量不強，但成群結黨就可以發揮強大的力量，繼續放著賽亞人不管，以後也許是個麻煩”，弗力札沉靜一會說道“您說會變成阻礙是吧”。幾天後，巴達克雖然傷勢復原但是被診斷腦電波異常。巴達克在治療器的睡眠中見到他的兒子卡洛特，以及賽亞人即將被弗力札摧毀之後，巴達克意識到トオロ死前所說的話。來到嬰兒室看見兒子卡洛特，說著“戰鬥力值只有兩點嗎？垃圾”，巴達克收到下一顆星球為米特星球的命令便離開來到米特星球。
在米特星球上，多多利亞和他的部下殺害托馬，當巴達克到達時隊友幾乎被殲滅了。 托馬告訴巴達克，“弗力札背叛了我們…聽好了，馬上回到貝吉達行星聚集夥伴對抗弗力札，讓他知道賽亞人有多…強…”後死去。巴達克面對並擊敗了多多利亞和四名部下，但隨後不久就遭到多多利亞的襲擊而受了重傷。返回貝吉達行星的巴達克看見弗力札正在靠近貝吉達行星，又與兒子卡洛特的宇宙船擦肩而過後，他終於意識到自己曾做過的所有夢境都是真實的。巴達克呼籲賽亞人要團結起來，但是賽亞人完全不相信，於是巴達克下定決心改變這個未來，獨自一人上前打敗眾多弗力札兵團，向弗力札挑戰，改變貝吉達行星、自己的命運、卡洛特的命運，還有你(弗力札)的命運，但最後仍不敵弗力札的攻擊而死去。巴達克告訴卡洛特“卡洛特就由你繼承我的遺志，將來一定要替賽亞人和貝吉達行星報仇。”隨後卡洛特順利抵達地球，孫悟飯見到一個有精神的嬰兒哭鬧，認為不能把他丟在這裡，並將卡洛特取名為“孫悟空”。

### 弗力札篇
第075話~第107話
因為丹丹(天天)許願讓比克復活，地球的天神及七龍珠也跟著復活。比克來到那美克星和菁英戰士尼爾同化，讓自身的戰鬥力更上一層樓，與弗力札展開戰鬥。想不到弗力札擁有三次的變身，每一次的變身後力量就會大幅提昇，身上的傷勢也跟著一起復原，所以比克等人面臨危機，即使後來悟空參戰也依舊不敵弗力札。最後悟空因為克林的緣故，憤而變身為傳說中的超級賽亞人，弗力札無法接受比他更強的敵人出現在自己的面前，索性將那美克星炸掉。

後來通過悟空向界王大人的媒介，向地球上的同伴們轉述「收集七龍珠，讓被弗力札殺死的那美克星人復活」，如此一來大長老復活，而波倫加神龍也會跟著復活。之後丹丹(天天)再向波倫加神龍許願，將除了弗力札和悟空以外的人全部傳送到地球避難。最後悟空在那美克星球上打敗弗力札，在那美克星球爆炸前夕，悟空也搭乘基紐特攻隊來的宇宙船飛走保住性命。

### 魔凶星篇
第108話~第117話
一顆兇猛的恆星在5000年後首次接近地球，經上次於761年的大戰結束之後，獲得不死之身的卡利克二世從自己佈下的死區回來洗腦和操控地球上多數的生物。最後悟飯等人再一次的打敗卡利克二世。

### 人造人篇
第118話~第139話
那美克星爆炸後，弗力札兵團將他的殘肢的修復，以機械弗力札的身分重新脫胎換骨，為了向悟空復仇而來到地球。沒想到出現來自未來的特南克斯，並將弗力札兵團全數消滅。未來的特南克斯傳達三年後紅領巾軍的生化人17號及18號破壞的事情，以及心臟病的解藥後，戰士們各自開始修行。
三年後生化人19號和20號出現並且與悟空等人展開戰鬥，此時悟空因心臟病發而敗退。19號被貝吉達破壞，20號逃到研究所因為啟動不聽命的16號、17號和18號而喪命。

### 西魯遊戲篇
第140話~第194話
在眾人敗給生化人們後，得知另一位來自未來的生化人西魯企圖吸收17號和18號成為完全體，西魯在後來的戰鬥成功變成完全體並且舉辦名為「西魯遊戲」的武道會，最後戰士們先後來到精神時光屋進行訓練。
後來在遊戲武道會場上，悟飯在悟空心電感應的幫助下打敗西魯。同伴們向七龍珠許願讓所有被生化人殺害的人們起死回生，並將生化人17號及18號體內的炸彈拿掉。悟空和界王星上的界王大人等人在此戰中死亡，特南克斯回到未來替未來世界因生化人緣故而喪生的戰士們復仇。

#### 電視特別節目
七龍珠Z第175話和第176話之間播放的電視電視特別節目“向絕望反抗!!殘存的超戰士‧悟飯與特南克斯”
故事發生於未來世界的767年，也就是孫悟空死於病毒性心臟病的六個月後，除孫悟飯之外的所有Z戰士都被人造人類17號與18號殺害。隨著比克的死亡，天神也過世了，七龍珠被永久化為無用之物使Z戰士無法復活。十三年後，現在成為超級賽亞人的悟飯反复嘗試挑戰人造人類，由於實在太強大，他開始訓練13歲的特南克斯成為超級賽亞人。
一天人造人類攻擊遊樂園。悟飯與之作戰，最後悟飯犧牲了左臂。兩人傷勢痊癒後密集訓練。在一次的培訓時，城市發生大爆炸，悟飯假裝允許特南克斯與他並肩作戰將他打昏。悟飯變身成為超級賽亞人與人造人進行搏鬥，但是最終仍被殺害。特南克斯從昏迷中甦醒過來感知到悟飯的氣消失了，並趕緊到城市去發現悟飯的遺體，特南克斯在憤怒的吶喊中變身為超級賽亞人。
三年後，16歲的特南克斯嘗試對抗人造人類但是仍然敵不過。在母親布瑪的陪伴下在家中醒來，最後決定他們必須使用「HOPE!!時光機」將心臟病的解藥送給悟空，希望這將防止悟空的死亡。隨著特南克斯向母親告別，他乘坐了「HOPE!!時光機」回到過去。

### 那個世界的武道會篇
第195話~第199話
悟空在賽魯遊戲篇時，因為賽魯的自爆而死亡，但是這次連同北界王，以及北界王的跟班：巴布魯斯、古雷洛利也被波及到。他們在那個世界生活，認識大界王大人和掌管銀河系的其他三名界王大人。在那些裡也舉行武術大會，大會決賽中悟空和排骨飯相識，悟空和排骨飯就這樣在一起修行武功長達約七年的時間。

### 賽亞超人篇
第200話~第219話
賽魯遊戲事件結束後，地球恢復和平長達七年的時間，悟飯因為母親的提議，所以來到橘子星高中上學。他變成超級賽亞超人打擊犯罪，之後被他的同學碧兒揭穿身份，隨後悟飯傳授悟天和碧兒學習“氣”的運用準備迎接第26屆天下第一武道大會。

### 魔人普烏篇
第220話~第291話
悟空因為天下第一武道大會，在這個世界復活一天，和其他同伴參加天下第一武道會。在比賽中途，東界王神向悟空等人尋求協助，告知魔導師巴比提企圖使魔人普烏復活。但是由於貝吉達受到巴比提的魔法控制的關係，與悟空展開決鬥使魔人普烏得以復活。普烏後來產生異變後便找到比克、悟天、特南克斯展開戰鬥，後來悟空、悟飯也在中途參戰，但最後除悟空外都被普烏吸收，身陷危機的悟空最後與貝吉達共同打倒普烏。
在打敗魔人普烏的十年之後，第28屆天下第一武道大會開幕，悟空成為爺爺，悟飯成為學者和碧兒結婚後生下一個孩子：小芳。悟空正在訓練小芳和悟天武功，貝吉達要求長期疏於修練的特南克斯也一起參加武道大會。在大會比賽過程中，悟空帶著魔人普烏的轉世：烏普展開修行之旅，《七龍珠Z》的故事也到此結束；以及5年後緊接著是《七龍珠GT》的故事。

## 主要人物
孫悟空（孫悟空）
配音（成年時期）：野澤雅子（日本）；于正昌【衛視中文台版】／趙明哲→于正昇【海外中文版】；林國雄（香港）
配音（少年時期）：野澤雅子（日本）；楊凱凱【衛視中文台版】／馮友薇【海外中文版】；盧素娟（香港）
過去在天下第一武道大會擊敗比克，拯救了地球的危機的英雄。與牛魔王的女兒琪琪結婚，有名叫孫悟飯與孫悟天二個孩子。實際上他是一名賽亞人倖存者之一。討厭壞人、食量非常大，熱衷於鍛鍊追求更強的境界和對抗強大的對手。在戰鬥中覺醒成為傳說中的戰士超級賽亞人。
孫悟飯（孫悟飯）
配音（青年時期）：野澤雅子（日本）；官志宏【衛視中文台版】；何國星（香港）
配音（少年時期）：野澤雅子（日本）；楊凱凱【衛視中文台版】／馮友薇【海外中文版】；林元春（香港）
配音（幼年時期）：野澤雅子（日本）；李宛鳳【衛視中文台版】／許淑嬪【海外中文版】；林元春（香港）
賽亞人孫悟空與地球人琪琪生下的孩子。受到琪琪的教養立志成為一名偉大的學者。他的個性膽小懦弱，喜歡撒嬌，但是潛在的力量超越他的父親。父親在另一個世界修，他也接受比克嚴格的密集訓練，過程中成長為一名堅強的戰士。後來為了求學離開了包子山，來到撒旦市的橘子星高中就學。喜歡伸張正義的扮了「神秘的金色的戰士（謎の金色の戦士）」，為了隱藏身份而變身為「超級賽亞超人」，但沒想到還是被識破身份與碧兒交往。
孫悟天（孫悟天）
配音（幼年時期）：野澤雅子（日本）；楊凱凱【衛視中文台版】；沈小蘭（香港）
配音（少年時期）：野澤雅子（日本）；楊凱凱【衛視中文台版】；梁偉德（香港）
他是悟空和琪琪的次子，也是悟飯的弟弟。童年時代的他長相與悟空非常相似，但有一個驕傲的地方就是從小就已經能成為超級賽亞人，讓身為哥哥的悟飯非常驚訝。和同伴特南克斯感情非常要好。
貝吉塔（ベジータ）
配音：堀川亮（日本）；官志宏【衛視中文台版】／王慕航→曹冀魯→于正昇【海外中文版】；郭志權（香港）
他是賽亞人的王子，個性很驕傲。一心只想要藉助七龍珠的力量來達到不死之生而來到地球，是一名冷靜又聰明的戰士。
特蘭克斯（トランクス）
配音（青年時期）：草尾毅（日本）；呂佩玉、于正昌【衛視中文台版】／于正昇【海外中文版】（台灣）；蘇強文（香港）
配音（幼年時期）：草尾毅（日本）；呂佩玉【衛視中文台版】（台灣）；盧素娟（香港）
配音（嬰兒時期）：鶴弘美（日本）
他是貝吉塔和布爾瑪生下的孩子。除了未來世界的特蘭克斯外，這世界的特蘭克斯稍微調皮。和孫悟天一樣從小就能變身成為超級賽亞人了，可以說是天才的戰鬥少年。
弗利薩（フリーザ）
配音：中尾隆聖（日本）；王慕航【衛視中文台版】／胡大衛【海外中文版】（台灣）；盧國權→張炳強→梁耀昌（香港）
擁有冷酷和異於常人的戰鬥力，在宇宙中是人人懼怕的惡之帝王。他率領尚波、多多利亞、基紐特戰隊等強有力的戰士軍團奪取宇宙中的星球，並以高價出售。每次變身都能爆炸性地提高戰鬥力，而且還能變身到第四形態。為了利用七龍珠實現長生不老而侵略那美克星。
沙魯
配音：若本規夫（日本）；官志宏【衛視中文台版】／胡大衛【海外中文版】（台灣）；盧國權（香港）
格羅博士制造的終極人造人，他擁有許多的戰士細胞。具備吸收生物提升能量的能力，透過吸收人造人類17號和18號變成完全體、得到最終的能量。
魔人布歐（魔人ブウ）
配音：鹽屋浩三（日本）；王慕航〈善〉、官志宏〈惡／吸收型態〉、楊凱凱〈純粹〉【衛視中文台版】（台灣）；招世亮（香港）
由魔法師比比提製造的破壞和殺戮的化身。外表看上去很溫柔很老實，但卻有著將對方當做點心來吃的想法，身體無論怎麼被摧毀都能再生的力量，至今為止比任何敵人都要強的敵人。雖然一度因為撒旦先生的關係變得善良，但是遇到壞心的人會萌起邪惡的念頭誕生惡的魔人普烏。

## 工作人員
- 企画：森下孝三（東映動畫）、清水賢治（富士電視台）、金田耕司（富士電視台）（118-291話）
- 製片人：清水賢治（1-291話）、金田耕司（富士電視台）（118-291話）
- 原作：鳥山明（集英社《週刊少年Jump》連載）
- 製作擔當：岸本松司（1-58話）、鳥本武（59-109話）、山口彰彦（110-169話）、末永雄一（170-291話）
- 系列導演：西尾大介（1-199話、202話）、橋本光夫（200-291話）
- 劇本統籌：小山高生
- 音樂：菊池俊輔
- 人物設定：前田實（1-199話）→中鶴勝祥（200-291話）
- 劇本編劇：戸田博司、隅沢克之、松井亜彌等
- 美術：池田祐二（1-199話）→徳重賢（200-291話）
- 助理導演：山内重保、橋本光夫、上田芳裕等
- OPENING·ENDING作畫：前田實[39][注 10]；志田直俊、中鶴勝祥、稻上晃、山室直儀、宮原直樹[注 11]
- OPENING·ENDING分鏡：西尾大介[39][注 12]；橋本光夫[注 13][39]
- 美術進行：中村實→田村晴夫→福本智雄
- 色彩指定檢查：酒井日出子、澤田豊二、森田博、千田日出子、辻田邦夫
- 特殊効果：櫻田和哉、橋本由香里、谷藤薫児、平尾千秋、河内正行、中島正之、下川信裕、佐藤章二、岡田良明、岡島雄二、貝澤由香里、勝岡稔夫、太田直
- 後製進行：井上馨司
- 攝影：宇宙工作室→三晃產品
- 編輯：福光伸一
- 錄音：二宮健治
- 音響効果：新井秀德 （Fizz Sound Creation）
- 選曲：宮下滋
- 音頻指導：小松亘弘
- 演出助手、製作進行、演助進行：折目達也、上村康宏、山口彰彦、末永雄一、藤瀬順一、門田英彦、山口彰彦、石川敏浩、橋本敬子、今村隆寛、岡本晴久、藤岡和實、柳義明、松坂一光、広瀬公一、山本豪、境宗久
- 助理製片人：蛭田成一（88-291話）、木戸睦（102-109話）
- 公關：重岡由美子（1-103話）→名須川京子（104-109話）→川崎悦子（110-233話）→松永佳子（234-291話）（富士電視台）
- 顯像：東映化學
- 製作：富士電視台、東映動畫、東映
- 版權所有：BIRD STUDIO／集英社・富士電視台・東映動畫

## 主題曲
| 類別   | 歌曲                                                                              | 作詞     | 作曲     | 編曲     | 歌                                                                                        |
| ------ | --------------------------------------------------------------------------------- | -------- | -------- | -------- | ----------------------------------------------------------------------------------------- |
| 片頭曲 | 「CHA-LA HEAD-CHA-LA」（第1話－第199話）                                          | 森雪之丞 | 清岡千穂 | 山本健司 | 影山浩宣                                                                                  |
| 片頭曲 | 「WE GOTTA POWER」（第200話－第291話）                                            | 森雪之丞 | 石川恵樹 | 石川恵樹 | 影山浩宣                                                                                  |
| 片尾曲 | 「」（第1話－第199話）                                                            | 荒川稔久 | 池毅     | 山本健司 | MANNA                                                                                     |
| 片尾曲 | 「」（第63話－第64話之間）                                                        | 佐藤大   | 清岡千穂 | 山本健司 | 影山浩宣、KUKO （TVSP1・「七龍珠Z 獨自面對的最終決戰～向弗利札挑戰的Z戰士 孫悟空之父～｣） |
| 片尾曲 | 「」（第175話－第176話之間）                                                      | 佐藤大   | 清岡千穂 | 山本健司 | 影山浩宣 （TVSP2·「七龍珠Z 向絕望反抗!!殘存的超戰士‧悟飯與特南克斯｣）                     |
| 片尾曲 | 「」（第200話－第291話）                                                          | 森雪之丞 | 池毅     | 戸塚修     | 影山浩宣                                                                                  |
| 挿入歌 | 「」（第20話）                                                                    | 岩室先子 | 山本健司 | 山本健司 | 茅弘二                                                                                    |
| 挿入歌 | 「」 （TVSP1・「七龍珠Z 獨自面對的最終決戰～向弗利札挑戰的Z戰士 孫悟空之父～｣）） |          | 岩崎文紀 | 岩崎文紀 | VOICE - TOKIO / 演奏 - Dragon Majic Orchestra                                             |
| 挿入歌 | 「」（第120話）                                                                   |          | 山本健司 | 山本健司 | 演奏 - モノリス                                                                           |
| 挿入歌 | 「」（第139話）                                                                   | 岩室先子 | 清岡千穂 | 山本健司 | 影山浩宣、佐藤有香                                                                        |
| 挿入歌 | 「」（第184話）                                                                   | 岩室先子 | 清岡千穂 | 山本健司 | 影山浩宣                                                                                  |

## 每話標題
★為存在電視原創劇情
賽亞人篇
共35話（1989年4月26日～1990年2月7日）
| 播映日期       | 話數 | 日文名稱 | 中文名稱                                | 劇本              | （分鏡） 演出           | 作畫監督   | 美術              |
| -------------- | ---- | -------- | --------------------------------------- | ----------------- | ----------------------- | ---------- | ----------------- |
| 1989年4月26日  | 1    |          | 迷你悟空是小少爺!我是悟飯               | 小山高生          | 西尾大介                | 内山正幸   | 池田祐二          |
| 1989年5月3日   | 2    |          | 史上最強的戰士竟是悟空的哥哥            | 隅澤克之 小山高生 | 葛西治                  | 青嶋克己   | 池田祐二 高田茂祝 |
| 1989年5月10日  | 3    |          | 太棒了! 這是世上最強的搭擋!             | 隅澤克之          | 竹之内和久              | 進藤滿尾   | 池田祐二 山元健生 |
| 1989年5月17日  | 4    |          | 比克的王牌! 哭泣的悟飯                  | 井上敏樹          | 上田芳裕                | 竹内留吉   | 池田祐二 高田茂祝 |
| 1989年5月24日  | 5    |          | 悟空死了! 逃脫的機會只有一次            | 小山高生          | 竹之内和久              | 内山正幸   | 池田祐二 山元健生 |
| 1989年6月7日   | 6    |          | 閻羅王也吃驚 在那個世界加油             | 照井啓司          | 橋本光夫                | 海老澤幸男 | 池田祐二 高田茂祝 |
| 1989年6月14日  | 7    |          | 與恐龍的倖存戰! 悟飯嚴厲的修行            | 照井啓司          | 岡崎稔                  | 前田實     | 山元健生          |
| 1989年6月21日  | 8    |          | 月光照耀之夜大變身! 悟飯力量的秘密      | 小山高生          | 上田芳裕                | 内山正幸   | 高田茂祝          |
| 1989年6月28日  | 9    |          | 對不起機械人先生 沙漠中消失的眼淚★      | 隅澤克之          | 葛西治                  | 青嶋克己   | 山元健生          |
| 1989年7月5日   | 10   |          | 不要哭悟飯! 第一次的戰鬥★               | 照井啓司          | 竹之内和久              | 進藤滿尾   | 高田茂祝          |
| 1989年7月12日  | 11   |          | 宇宙第一的強戰士 賽亞人醒来!★           | 井上敏樹          | 上田芳裕                | 竹内留吉   | 山元健生          |
| 1989年7月19日  | 12   |          | 在蛇道上睡覺 悟空掉下去了★              | 小山高生          | 西尾大介                | 内山正幸   | 高田茂祝          |
| 1989年7月26日  | 13   |          | 不准碰! 閻羅王的秘密水果★               | 隅澤克之          | 橋本光夫                | 海老澤幸男 | 山元健生          |
| 1989年8月2日   | 14   |          | 甜蜜的誘惑! 蛇姬的招待★                 | 戶田博史          | 岡崎稔                  | 前田實     | 高田茂祝          |
| 1989年8月9日   | 15   |          | 從比克手中逃出! 呼風唤雨的悟飯★         | 隅澤克之          | 竹之内和久              | 内山正幸   | 山元健生          |
| 1989年8月16日  | 16   |          | 快跑悟飯! 琪琪等待著的令人懷念的包子山★ | 照井啓司          | （青嶋克己） 橋本光夫   | 青嶋克己   | 高田茂祝          |
| 1989年8月30日  | 17   |          | 失去明日的城鎮! 萬向勝利的遙遠之路★     | 戶田博史          | 葛西治                  | 進藤滿尾   | 山元健生          |
| 1989年9月6日   | 18   |          | 終點~蛇道的盡頭! 你就是界王嗎?★         | 隅澤克之          | 上田芳裕                | 内山正幸   | 高田茂祝          |
| 1989年9月13日  | 19   |          | 重力之戰! 抓住巴布魯斯                  | 戶田博史          | 竹之內和久              | 竹佑値留吉 | 山元健生          |
| 1989年9月20日  | 20   |          | 復甦的賽亞人傳說! 悟空的始祖★           | 小山高生          | 橋本光夫                | 海老澤幸男 | 高田茂祝          |
| 1989年9月27日  | 21   |          | 現身吧神龍! 賽亞人終於到達地球          | 照井啓司          | 岡崎稔                  | 前田實     | 山元健生          |
| 1989年10月11日 | 22   |          | 這怎麼可能! 從泥土中生出的栽培人        | 小山高生          | 竹之內和久              | 内山正幸   | 高田茂祝          |
| 1989年10月18日 | 23   |          | 飲茶死亡! 令人害怕的栽培人              | 小山高生          | 上田芳裕                | 青嶋克己   | 山元健生          |
| 1989年10月25日 | 24   |          | 再見了天… 餃子的捨身戰法                | 隅澤克之          | （葛西治） 折目達也     | 進藤滿尾   | 高田茂祝          |
| 1989年11月1日  | 25   |          | 天津飯大叫!! 這就是最後的氣功炮         | 戶田博史          | 西尾大介                | 竹內留吉   | 山元健生          |
| 1989年11月8日  | 26   |          | 苦苦等候的3小時! 急速飛行的筋斗雲       | 小山高生          | （竹之內和久） 上田芳裕 | 内山正幸   | 高田茂祝          |
| 1989年11月22日 | 27   |          | 交給我吧! 悟飯憤怒的爆發                | 井上敏樹          | 橋本光夫                | 海老澤幸男 | 山元健生          |
| 1989年11月29日 | 28   |          | 賽亞人的威猛! 天神與比克都死了          | 戶田博史          | 岡崎稔                  | 前田實     | 高田茂祝          |
| 1989年12月6日  | 29   |          | 爸爸好厲害! 終極必殺絕技．界王拳        | 隅澤克之          | 上田芳裕                | 内山正幸   | 山元健生          |
| 1989年12月13日 | 30   |          | 超越極限的白熱化之戰! 悟空對達爾        | 照井啓司          | 折目達也                | 青嶋克己   | 高田茂祝          |
| 1989年12月20日 | 31   |          | 加油啊！悟空 最後的絕招                 | 井上敏樹          | 西尾大介                | 竹內留吉   | 山元健生          |
| 1990年1月17日  | 32   |          | 戰鬥力10倍! 達爾的變身                  | 隅澤克之          | 上田芳裕                | 內山正幸   | 高田茂祝          |
| 1990年1月24日  | 33   |          | 你不能死啊爸爸! 悟飯的潜力              | 照井啓司          | 橋本光夫                | 海老澤幸男 | 山元健生          |
| 1990年1月31日  | 34   |          | 加油啊！克林 希望全在元気彈             | 小山高生          | 岡崎稔                  | 前田實     | 高田茂祝          |
| 1990年2月7日   | 35   |          | 奇蹟的發生! 超級賽亞人孫悟飯            | 戶田博史          | 西尾大介                | 內山正幸   | 山元健生          |

那美克星篇
共39話（1990年2月14日～1991年1月16日）
| 播映日期       | 話數 | 日文名稱 | 中文名稱 （「衛視中文台」的翻譯）     | 劇本              | （分鏡） 演出         | 作畫監督   | 美術            |
| -------------- | ---- | -------- | ------------------------------------- | ----------------- | --------------------- | ---------- | --------------- |
| 1990年2月14日  | 36   |          | 飛出宇宙! 目標是比克的故鄉            | 隅澤克之          | 折目達也              | 竹內留吉   | 高田茂祝        |
| 1990年2月21日  | 37   |          | 神秘的工具! 寻找天神的太空船          | 隅澤克之          | 松浦錠平              | 進藤滿尾   | 山元健生        |
| 1990年2月28日  | 38   |          | 朝納美克星前進! 等待悟飯他們的陷阱    | 照井啓司          | 上田芳裕              | 內山正幸   | 高田茂祝        |
| 1990年3月7日   | 39   |          | 是敵人還是朋友? 神秘的太空船!★        | 小山高生          | 西尾大介              | 海老澤幸男 | 山元健生        |
| 1990年3月14日  | 40   |          | 這是真的嗎? 那是希望的納美克星嘛!★    | 隅澤克之          | 橋本光夫              | 竹內留吉   | 高田茂祝        |
| 1990年3月21日  | 41   |          | 亲切的宇宙人! 一下子就找到五顆龍珠了★ | 照井啓司          | 岡崎稔                | 前田實     | 山元健生        |
| 1990年4月4日   | 42   |          | 弗利沙行星第79 復活的達爾★            | 松井亞彌 小山高生 | 松浦錠平              | 内內正幸   | 高田茂祝        |
| 1990年4月11日  | 43   |          | 話齊七龍珠! 令比克叔叔復活★           | 隅澤克之          | 上田芳裕              | 進藤滿尾   | 山元健生        |
| 1990年4月18日  | 44   |          | 新的強敵! 宇宙的帝王弗利沙★           | 照井啓司          | 折目達也              | 中鶴勝祥   | 長崎齊          |
| 1990年4月25日  | 45   |          | 達爾的野心!宇宙戰士就是我             | 隅澤克之          | 山內重保              | 內山正幸   | 高田茂祝        |
| 1990年5月2日   | 46   |          | 悟空動力全開! 六天到達銀河盡頭        | 戶田博史          | 橋本光夫              | 海老澤幸男 | 高田茂祝        |
| 1990年5月9日   | 47   |          | 出人意表的攻擊! 長老的目標是計數器    | 松井亞彌          | 上田芳裕              | 竹內留吉   | 長崎齊          |
| 1990年5月16日  | 48   |          | 悟飯危險! 呼喚死亡的追踪者多利亞      | 照井啓司          | 岡崎稔                | 前田實     | 高田茂祝        |
| 1990年5月23日  | 49   |          | 多利亞炸死了! 達爾可怕的衝撃波        | 隅澤克之          | 山內重保              | 內山正幸   | 長崎齊          |
| 1990年5月30日  | 50   |          | 逃出燃燒的行星! 豁出性命的龜派氣功★   | 戶田博史          | 橋本光夫              | 進藤滿尾   | 高田茂祝        |
| 1990年6月6日   | 51   |          | 勇氣百倍! 話合在界王之下的戰士        | 松井亞彌          | 上田芳裕              | 海老澤幸男 | 長崎齊          |
| 1990年6月20日  | 52   |          | 悟空听着! 千萬別對弗利沙出手!         | 隅澤克之          | 橋本光夫              | 進藤滿尾   | 高田茂祝        |
| 1990年6月27日  | 53   |          | 俊美戰士尚波! 一變成為惡魔的化身      | 戶田博史          | 山內重保              | 內山正幸   | 吉田智子        |
| 1990年7月4日   | 54   |          | 守护希望之星! 克林實力的提升          | 照井啓司          | 岡崎稔                | 竹內留吉   | 藤田勉          |
| 1990年7月18日  | 55   |          | 從死亡深淵復活 神奇的男人達爾!★       | 照井啓司          | 折目達也              | 內山正幸   | 田原優子        |
| 1990年8月1日   | 56   |          | 強大的戰鬥力! 弗利沙的陰謀            | 隅澤克之          | 上田芳裕              | 海老澤幸男 | 吉田智子 藤田勉 |
| 1990年8月8日   | 57   |          | 精神全回來了! 承受100倍重力的悟空★    | 小山高生          | 山內重保              | 進藤滿尾   | 吉田智子        |
| 1990年8月22日  | 58   |          | 弗利沙的秘密武器! 惡魔的基紐特戰隊    | 戶田博史          | 橋本光夫              | 竹內留吉   | 藤田勉          |
| 1990年8月29日  | 59   |          | 布瑪有危險! 四星珠落入弗利沙之手!?★   | 松井亞彌          | 松浦錠平              | 内內正幸   | 高橋忍          |
| 1990年9月5日   | 60   |          | 不屈的鬥志! 界王拳對抗龜派氣功        | 隅澤克之          | 上田芳裕              | 進藤滿尾   | 吉田智子        |
| 1990年9月12日  | 61   |          | 決戰逼進了! 基紐特戰隊到達            | 隅澤克之          | 折目達也              | 海老澤幸男 | 長崎齊          |
| 1990年9月19日  | 62   |          | 悟空接近了! 突破弗利沙的包圍          | 照井啓司          | （山內重保） 藤瀬順一 | 內山正幸   | 藤田勉          |
| 1990年9月26日  | 63   |          | 是魔術還是特技? 古杜生氣了            | 戶田博史          | 菊池一仁              | 竹內留吉   | 高橋忍          |
| 1990年10月24日 | 64   |          | 力高展開猛攻 又怪又厲害的傢伙!        | 戶田博史          | 岡崎稔                | 佐藤正樹   | 吉田智子        |
| 1990年10月31日 | 65   |          | 別死啊，悟飯! 悟空就要到達戰場了!     | 隅澤克之          | 上田芳裕              | 進藤満尾   | 長崎齊          |
| 1990年11月7日  | 66   |          | 超強實力! 傳說中的超级賽亞人孫悟空    | 隅澤克之          | 折目達也              | 海老澤幸男 | 藤田勉          |
| 1990年11月14日 | 67   |          | 青紅光球! 捷斯與巴特攻撃悟空          | 松井亞彌          | 西尾大介              | 內山正幸   | 小板橋かよ子    |
| 1990年11月21日 | 68   |          | 直接對決! 基紐隊長終於出現了          | 照井啓司          | 藤瀬順一              | 島貫正弘   | 吉田智子        |
| 1990年11月28日 | 69   |          | 可怕的魄力! 悟空的全力                | 松井亞彌          | 岡崎稔                | 進藤満尾   | 小板橋かよ子    |
| 1990年12月5日  | 70   |          | 戰鬥的結果! 大長老落入弗利沙魔手      | 松井亞彌          | 上田芳裕              | 前田實     | 藤田勉          |
| 1990年12月12日 | 71   |          | 悟空就是基紐!? 基紐就是悟空?          | 松井亞彌          | 折目達也              | 海老澤幸男 | 吉田智子        |
| 1990年12月9日  | 72   |          | 出来吧神龍! 請幫我我達成願望          | 松井亞彌          | 橋本光夫              | 內山正幸   | 市原よう子      |
| 1991年1月9日   | 73   |          | 他不是我! 悟飯，別怕！快打父親啊      | 戶田博史          | 西尾大介              | 進藤滿尾   | 藤田勉          |
| 1991年1月16日  | 74   |          | 計算錯誤! 基紐變成青蛙了              | 隅澤克之          | 上田芳裕              | 內山正幸   | 吉田智子        |

弗力札篇
共33話（1991年1月23日～1991年9月11日）
| 播映日期      | 話數 | 日文名稱 | 中文名稱 （「衛視中文台」的翻譯）     | 劇本     | （分鏡） 演出           | 作畫監督   | 美術              |
| ------------- | ---- | -------- | ------------------------------------- | -------- | ----------------------- | ---------- | ----------------- |
| 1991年1月23日 | 75   |          | 聚話到七龍珠的人 說出你的願望         | 隅沢克之 | 橋本光夫                | 海老澤幸男 | 小板橋かよ子      |
| 1991年1月30日 | 76   |          | 超級神龍讓比克、天神復活了!           | 隅沢克之 | 折目達也                | 島貴正弘   | 藤田勉            |
| 1991年2月6日  | 77   |          | 最強的戰士? 尼爾與比克合体            | 隅沢克之 | 岡崎稔                  | 前田實     | 吉田智子          |
| 1991年2月13日 | 78   |          | 變身的惡夢! 弗利沙戰鬥力達一百萬      | 隅沢克之 | 上田芳裕                | 進藤滿尾   | 小板橋かよ子      |
| 1991年2月20日 | 79   |          | 悟飯展現強大的力量加以攻擊了          | 松井亞彌 | 折目達也                | 內山正幸   | 藤田勉            |
| 1991年2月27日 | 80   |          | 情勢突然逆転! 遲来的戰士比克          | 松井亞彌 | 藤瀬順一                | 海老澤幸男 | 松宮正純          |
| 1991年3月6日  | 81   |          | 比克的自信! 打倒弗利沙的人就是我      | 小山高生 | （西尾大介） 上田芳裕   | 島貫正弘   | 小板橋かよ子      |
| 1991年3月13日 | 82   |          | 悟空出撃! 憤怒的弗利沙二度變身        | 小山高生 | 菊池一仁                | 進藤滿尾   | 藤田勉            |
| 1991年3月20日 | 83   |          | 弗利沙第三度變身決勝負                | 隅澤克之 | 上田芳裕                | 內山正幸   | 松宮正純          |
| 1991年3月27日 | 84   |          | 天天死了… 施展出所有的力量!           | 隅澤克之 | 折目達也                | 海老澤幸男 | 小板橋かよ子      |
| 1991年4月3日  | 85   |          | 一直等待的一刻… 孫悟空復活了          | 隅澤克之 | 菊池一仁                | 內山正幸   | 藤田勉            |
| 1991年4月10日 | 86   |          | 可恨… 高傲的賽亞人達爾之死!           | 隅澤克之 | 上田芳裕                | 進藤滿尾   | 橫山千草 中山益男 |
| 1991年4月17日 | 87   |          | 超級決戰開始! 我會打倒你這個惡魔      | 松井亞彌 | （小坂春女） 山口彰彦   | 島貫正弘   | 吉田智子          |
| 1991年4月24日 | 88   |          | 兩大超強戰力激戰!雙方全力相搏         | 松井亞彌 | 菊池一仁                | 內山正幸   | 藤田勉            |
| 1991年5月1日  | 89   |          | 弗利沙的恐怖宣言! 不用手將你打倒      | 松井亞彌 | （竹之內和久） 上田芳裕 | 海老澤幸男 | 橫山千草          |
| 1991年5月8日  | 90   |          | 我可不是虛張聲勢! 實力堅強的孫悟空    | 松井亞彌 | 上田芳裕                | 前田實     | 吉田智子          |
| 1991年5月15日 | 91   |          | 火焰的化身!! 20倍界王拳的龜派氣功     | 松井亞彌 | （西尾大介） 藤瀨順一   | 進藤滿尾   | 藤田勉            |
| 1991年5月22日 | 92   |          | 特大號的元氣弹! 最後的絕招            | 戶田博史 | 橋本光夫                | 內山正幸   | 橫山千草          |
| 1991年5月29日 | 93   |          | 製造機會! 比克舍身掩護                | 戶田博史 | 菊池一仁                | 島貫正弘   | 吉田智子          |
| 1991年6月5日  | 94   |          | 元氣弹的超強破壞力! 存活的會是誰呢?   | 戶田博史 | 上田芳裕                | 海老澤幸男 | 藤田勉            |
| 1991年6月12日 | 95   |          | 悟空變身了! 傳說的超級賽亞人孫悟空    | 戶田博史 | 山內重保                | 前田實     | 橫山千草          |
| 1991年6月19日 | 96   |          | 憤怒的爆發! 悟空，你要為大家報仇啊    | 隅澤克之 | 藤瀬順一                | 內山正幸   | 吉田智子          |
| 1991年6月26日 | 97   |          | 貫穿大地的魔閃光 納美克星會消滅嗎!?!  | 隅澤克之 | 菊池一仁                | 進藤滿尾   | 藤田勉            |
| 1991年7月10日 | 98   |          | 贏的人是我的…! 全豁出去所做的最後攻撃 | 隅澤克之 | 上田芳裕                | 久田和也   | 橫山千草          |
| 1991年7月17日 | 99   |          | 神龍，求你幫幫忙!! 納美克星就要消滅了 | 隅澤克之 | 山內重保                | 海老澤幸男 | 吉田智子          |
| 1991年7月24日 | 100  |          | 我是孫悟空的兒子!! 悟飯再次上場       | 隅澤克之 | （橋本光夫） 藤瀨順一   | 內山正幸   | 渡邊佳人          |
| 1991年7月31日 | 101  |          | 我要留在這裡!! 通往勝利的最後願望     | 小山高生 | 菊池一仁                | 進藤滿尾   | 藤田勉            |
| 1991年8月7日  | 102  |          | 奮戰到底吧!! 留在即將消失星球上的人   | 小山高生 | 西尾大介                | 內山正幸   | 吉田智子          |
| 1991年8月14日 | 103  |          | 悲哀的弗利沙!! 不可遏抑的顫抖         | 戶田博史 | 上田芳裕                | 久田和也   | 渡邊佳人          |
| 1991年8月21日 | 104  |          | 悟空的勝利宣言!! 弗利沙自取滅亡       | 戶田博史 | 山內重保                | 海老澤幸男 | 橫山千草          |
| 1991年8月28日 | 105  |          | 弗利沙大敗!! 話中所有怒氣的一撃       | 戶田博史 | 橋本光夫                | 內山正幸   | 吉田智子          |
| 1991年9月4日  | 106  |          | 納美克星大爆炸!! 消失在宇宙中的悟空   | 戶田博史 | 菊池一仁                | 進藤滿尾   | 藤田勉            |
| 1991年9月11日 | 107  |          | 悟空還活著! ! 全部都復活了            | 戶田博史 | 西尾大介                | 前田實     | 橫山千草          |

魔凶星篇
共10話（1991年9月18日～1991年11月20日）
| 播映日期       | 話數 | 日文名稱 | 中文名稱 （「衛視中文台」的翻譯）   | 劇本     | （分鏡） 演出 | 作畫監督   | 美術     |
| -------------- | ---- | -------- | ----------------------------------- | -------- | ------------- | ---------- | -------- |
| 1991年9月18日  | 108  |          | 天神不妙!! 葛力克二世變成天神!?★    | 隅澤克之 | 上田芳裕      | 內山正幸   | 吉田智子 |
| 1991年9月25日  | 109  |          | 恐怖的黑霧… 大家都變成魔族了★       | 隅澤克之 | 山內重保      | 久田和也   | 藤田勉   |
| 1991年10月2日  | 110  |          | 天界就是戰場! 比克反而變成魔族了…★  | 隅澤克之 | 橋本光夫      | 海老澤幸男 | 橫山千草 |
| 1991年10月9日  | 111  |          | 與比克直接對決? 天界憤怒的魔閃光★   | 隅澤克之 | 菊池一仁      | 進藤滿尾   | 吉田智子 |
| 1991年10月16日 | 112  |          | 喚醒大家的心! 在神殿裡的超神水★     | 隅澤克之 | 藤瀬順一      | 前田實     | 藤田勉   |
| 1991年10月23日 | 113  |          | 不能等到天亮! 天神下定了必死的決心★ | 隅澤克之 | 上田芳裕      | 內山正幸   | 橫山千草 |
| 1991年10月30日 | 114  |          | 超級激烈的勝負! 破壞原則的天神★     | 隅澤克之 | 山內重保      | 久田和也   | 吉田智子 |
| 1991年11月6日  | 115  |          | 超神水發生效用! 世界從惡夢中清醒★   | 隅澤克之 | 橋本光夫      | 海老澤幸男 | 松本健治 |
| 1991年11月13日 | 116  |          | 悟飯的一線勝機! 攻擊那顆魔凶星★     | 隅澤克之 | 菊池一仁      | 進藤滿尾   | 藤田勉   |
| 1991年11月20日 | 117  |          | 你是男子漢… 克林的101次求婚★        | 松井亞彌 | 西尾大介      | 前田實     | 橫山千草 |

人造人篇
共22話（1991年11月27日～1992年5月13日）
| 播映日期       | 話數 | 日文名稱 | 中文名稱 （「衛視中文台」的翻譯）      | 劇本     | （分鏡） 演出           | 作畫監督   | 美術     |
| -------------- | ---- | -------- | -------------------------------------- | -------- | ----------------------- | ---------- | -------- |
| 1991年11月27日 | 118  |          | 爸爸…那就是地球 弗利沙父子的逆襲★      | 小山高生 | 山内重保                | 内山正幸   | 吉田智子 |
| 1991年12月4日  | 119  |          | 我來打敗弗利沙… 等待孫悟空的謎樣少年   | 松井亜弥 | 上田芳裕                | 久田和也   | 松本健治 |
| 1991年12月11日 | 120  |          | 把弗利沙一刀兩断!! 另一個超級賽亞人    | 小山高生 | 橋本光夫                | 中鶴勝祥   | 藤田勉   |
| 1991年12月18日 | 121  |          | 孫悟空終於回來了…                      | 戸田博史 | （竹之内和久） 橋本光夫 | 海老沢幸男 | 横山千草 |
| 1992年1月8日   | 122  |          | 我的爸爸是達爾… 謎樣少年的告白         | 戸田博史 | （竹之内和久） 藤瀬順一 | 山室直儀   | 吉田智子 |
| 1992年1月15日  | 123  |          | 悟空的新必殺絕技? 看我的瞬間移動       | 戸田博史 | 山内重保                | 内山正幸   | 松本健治 |
| 1992年1月22日  | 124  |          | 超越悟空的戰鬥民族賽亞人之王!★         | 松井亜弥 | 菊池一仁                | 前田実     | 藤田勉   |
| 1992年1月29日  | 125  |          | 駕駛秘訣? 孫悟空的新考驗★              | 松井亜弥 | 上田芳裕                | 久田和也   | 横山千草 |
| 1992年2月5日   | 126  |          | 沒有跡象的殺人鬼! 誰才是人造人類!?     | 戸田博史 | 橋本光夫                | 海老沢幸男 | 吉田智子 |
| 1992年2月12日  | 127  |          | 極其兇殘的冷血20號! 悟空憤怒的超級變身 | 隅沢克之 | 藤瀬順一                | 山室直儀   | 松本健治 |
| 1992年2月19日  | 128  |          | 悟空的雙重震撼! 病痛跟敵人的夾擊       | 戸田博史 | 山内重保                | 内山正幸   | 藤田勉   |
| 1992年2月26日  | 129  |          | 覺醒的超級賽亞人之血! 達爾             | 戸田博史 | 上田芳裕                | 井手武生   | 横山千草 |
| 1992年3月4日   | 130  |          | 20號無所畏懼的笑容！… 可羅博士的秘密   | 戸田博史 | 菊池一仁                | 久田和也   | 吉田智子 |
| 1992年3月11日  | 131  |          | 事實比未來更可怕! 特南克斯的疑惑       | 隅沢克之 | 橋本光夫                | 海老沢幸男 | 藤田勉   |
| 1992年3月18日  | 132  |          | 追撃!尋找 可羅博士 神秘的研究所        | 隅沢克之 | 山内重保                | 内山正幸   | 松本健治 |
| 1992年3月25日  | 133  |          | 恐怖實現了! 覺醒的17號跟18號           | 小山高生 | 上田芳裕                | 山室直儀   | 横山千草 |
| 1992年4月1日   | 134  |          | 一切太遲了嗎? 殺悟空的最強武器         | 小山高生 | 藤瀬順一                | 久田和也   | 吉田智子 |
| 1992年4月15日  | 135  |          | 可愛面孔下的超強力量！? 18號沒有死角   | 松井亜弥 | 橋本光夫                | 海老沢幸男 | 藤田勉   |
| 1992年4月22日  | 136  |          | 沒有人能阻止他們… 戰士會全軍覆沒嗎？   | 戸田博史 | 山内重保                | 内山正幸   | 渡辺佳人 |
| 1992年4月29日  | 137  |          | 比克的決心! 珍藏的最後手段             | 戸田博史 | 菊池一仁                | 山室直儀   | 藤田勉   |
| 1992年5月6日   | 138  |          | 步行的超破壞武器… 人造人類逼近悟空     | 隅沢克之 | 上田芳裕                | 井手武生   | 横山千草 |
| 1992年5月13日  | 139  |          | 不祥的預感… 布瑪所告知的推理劇         | 隅沢克之 | 橋本光夫                | 海老沢幸男 | 吉田智子 |

賽魯遊戲篇
共55話（1992年5月20日～1993年7月21日）
| 播映日期       | 話數 | 日文名稱 | 中文名稱 （「衛視中文台」的翻譯）      | 劇本       | （分鏡） 演出         | 作畫監督   | 美術     |
| -------------- | ---- | -------- | -------------------------------------- | ---------- | --------------------- | ---------- | -------- |
| 1992年5月20日  | 140  |          | 發現邪惡的蛋! 害怕的特南克斯           | 隅沢克之   | 上田芳裕              | 久田和也   | 松本健治 |
| 1992年5月27日  | 141  |          | 前所未有的大對決! 超級納美克星人誕生了 | 隅沢克之   | 西尾大介              | 内山正幸   | 横山千草 |
| 1992年6月3日   | 142  |          | 龜派氣功波? 擁有悟空的氣的怪物         | 隅沢克之   | （西尾大介） 藤瀬順一 | 前田実     | 吉田智子 |
| 1992年6月10日  | 143  |          | 憎恨與破壞的生命体 就是人造人類─ 西魯  | 隅沢克之   | 橋本光夫              | 山室直儀   | 吉田智子 |
| 1992年6月17日  | 144  |          | 令比克痛恨的大敗! 斯路街上放肆         | 隅沢克之   | 上田芳裕              | 海老沢幸男 | 松本健治 |
| 1992年6月24日  | 145  |          | 塞魯誕生的秘密! 研究所地下的發現       | 戸田博史   | 西尾大介              | 内山正幸   | 横山千草 |
| 1992年7月1日   | 146  |          | 悟空醒來! 超越超級賽亞人!              | 松井亜弥   | 橋本光夫              | 久田和也   | 吉田智子 |
| 1992年7月8日   | 147  |          | 賽亞人緊急修練! 精神時光屋               | 松井亜弥   | 山内重保              | 山室直儀   | 宮前光春 |
| 1992年7月15日  | 148  |          | 震天的激烈光弹! 比克對人造人17號       | 隅沢克之   | 上田芳裕              | 海老沢幸男 | 吉田智子 |
| 1992年7月22日  | 149  |          | 久候的一天! 完全体斯路的序曲           | 隅沢克之   | 西尾大介              | 内山正幸   | 横山千草 |
| 1992年7月29日  | 150  |          | 舍身反撃! 比克的力氣燃尽               | 松井亜弥   | 橋本光夫              | 久田和也   | 吉田智子 |
| 1992年8月5日   | 151  |          | 唯一的希望… 沉默戦士16號出动           | 松井亜弥   | （菊池一仁） 橋本光夫 | 内山正幸   | 松本健治 |
| 1992年8月12日  | 152  |          | 17號被活吞… 變身後的強力斯路           | 松井亜弥   | 上田芳裕              | 山室直儀   | 吉田智子 |
| 1992年8月19日  | 153  |          | 明天定能打倒你! 悟空的挑戰書           | 戸田博史   | 西尾大介              | 海老沢幸男 | 横山千草 |
| 1992年8月26日  | 154  |          | 我来收拾一切! 新生的比達父子出現       | 戸田博史   | 橋本光夫              | 前田実     | 吉田智子 |
| 1992年9月2日   | 155  |          | 光輝比達的超級力量 全力展開!           | 植竹須美男 | 藤瀬順一              | 久田和也   | 松本健治 |
| 1992年9月9日   | 156  |          | 我是超級比達! 怯懦的斯路               | 植竹須美男 | 山内重保              | 内山正幸   | 吉田智子 |
| 1992年9月16日  | 157  |          | 危險的自信! 邁向完全体的挑戰           | 小山高生   | 上田芳裕              | 山室直儀   | 横山千草 |
| 1992年9月23日  | 158  |          | 苦惱的決定! 克林破壞18號               | 小山高生   | 橋本光夫              | 海老沢幸男 | 吉田智子 |
| 1992年9月30日  | 159  |          | 衝擊全宇宙! 完全体斯路的驚人進化       | 隅沢克之   | （菊池一仁） 今村隆寛 | 宮原直樹   | 松本健治 |
| 1992年10月14日 | 160  |          | 戰鬥力無限大! 破壞神斯路誕生           | 隅沢克之   | 山内重保              | 島貫正弘   | 吉田智子 |
| 1992年10月21日 | 161  |          | 超級比達危險! 完美無瑕的可怕迫近       | 隅沢克之   | 藤瀬順一              | 内山正幸   | 横山千草 |
| 1992年10月28日 | 162  |          | 突破超級賽亞人界限! 呼風的特南克斯     | 松井亜弥   | 西尾大介              | 山室直儀   | 吉田智子 |
| 1992年11月4日  | 163  |          | 拯救爸爸! 特南克斯燃天怒氣             | 松井亜弥   | 橋本光夫              | 海老沢幸男 | 松本健治 |
| 1992年11月11日 | 164  |          | 絕望的未來! 地獄生長的特南克斯★        | 戸田博史   | 菊池一仁              | 前田実     | 吉田智子 |
| 1992年11月18日 | 165  |          | 超級特南克斯的弱點! 斯路震驚的發言     | 戸田博史   | 細田雅弘              | 内山正幸   | 横山千草 |
| 1992年11月25日 | 166  |          | 迫近悟空的決戰! 新天下第一武道會之謎   | 隅沢克之   | 藤瀬順一              | 島貫正弘   | 吉田智子 |
| 1992年12月2日  | 167  |          | 收視率100%! 播放死亡的斯路遊戲         | 松井亜弥   | 山内重保              | 海老沢幸男 | 松本健治 |
| 1992年12月9日  | 168  |          | 悟空與悟飯… 兩父子的終極昇級           | 松井亜弥   | 西尾大介              | 山室直儀   | 吉田智子 |
| 1992年12月16日 | 169  |          | 悠閒的悟空!? 靜待斯路遊戲★             | 隅沢克之   | 橋本光夫              | 内山正幸   | 横山千草 |
| 1993年1月13日  | 170  |          | 戰士們休息… 悟飯與謠言少女★            | 隅沢克之   | 芝田浩樹              | 島貫正弘   | 吉田智子 |
| 1993年1月20日  | 171  |          | 秘密的力量! 悟飯嬰孩的時候★            | 松井亜弥   | 上田芳裕              | 海老沢幸男 | 松本健治 |
| 1993年1月27日  | 172  |          | 尋找天神! 悟空大型瞬間移動★            | 植竹須美男 | 橋本光夫              | 内山正幸   | 吉田智子 |
| 1993年2月3日   | 173  |          | 天天新上任! 七龍珠復活                 | 戸田博史   | 細田雅弘              | 山室直儀   | 横山千草 |
| 1993年2月10日  | 174  |          | 悟空的難題!? 奪取回七龍珠★             | 戸田博史   | 西尾大介              | 増永計介   | 吉田智子 |
| 1993年2月17日  | 175  |          | 斯路的挑戰者! 決戰的開幕               | 戸田博史   | 菊池一仁              | 島貫正弘   | 松本健治 |
| 1993年3月3日   | 176  |          | 等一下! 撒旦軍團大暴亂★                | 植竹須美男 | 芝田浩樹              | 海老沢幸男 | 吉田智子 |
| 1993年3月10日  | 177  |          | 悟空出戰! 超緊張的塞魯遊戲             | 隅沢克之   | 橋本光夫              | 服部一郎   | 横山千草 |
| 1993年3月17日  | 178  |          | 直撃地球! 塞魯特大 龜派氣功            | 隅沢克之   | 上田芳裕              | 内山正幸   | 吉田智子 |
| 1993年3月31日  | 179  |          | 是投降或死!? 悟空反撃的秘策            | 戸田博史   | 西尾大介              | 増永計介   | 吉田智子 |
| 1993年4月7日   | 180  |          | 決鬥的結局! 悟空宣佈投降!?             | 戸田博史   | 梅澤淳稔              | 島貫正弘   | 吉田智子 |
| 1993年4月14日  | 181  |          | 最強的繼承人… 孫悟飯                   | 戸田博史   | 菊池一仁              | 内山正幸   | 横山千草 |
| 1993年4月21日  | 182  |          | 發怒吧悟飯! 呼喚沉睡的力量             | 戸田博史   | 細田雅弘              | 袴田裕二   | 吉田智子 |
| 1993年4月28日  | 183  |          | 小小的威脅! 小斯路進攻                 | 戸田博史   | 芝田浩樹              | 海老沢幸男 | 吉田智子 |
| 1993年5月5日   | 184  |          | 16號慘死! 超級悟飯的怒氣開動           | 隅沢克之   | 橋本光夫              | 増永計介   | 吉田智子 |
| 1993年5月12日  | 185  |          | 摧毀性的真實力! 小斯路粉碎             | 隅沢克之   | 上田芳裕              | 山室直儀   | 横山千草 |
| 1993年5月19日  | 186  |          | 打倒斯路的 兩發超鐵拳!                 | 隅沢克之   | 西尾大介              | 内山正幸   | 吉田智子 |
| 1993年5月26日  | 187  |          | 斯路發生異變! 完全體崩潰               | 隅沢克之   | 菊池一仁              | 島貫正弘   | 吉田智子 |
| 1993年6月2日   | 188  |          | 再見各位… 最後的瞬間移動               | 戸田博史   | 細田雅弘              | 袴田裕二   | 常盤庄司 |
| 1993年6月16日  | 189  |          | 白天的惡夢! 更完美的完全體             | 松井亜弥   | 芝田浩樹              | 海老沢幸男 | 横山千草 |
| 1993年6月23日  | 190  |          | 悟空加悟飯… 父親靈魂的傳送             | 戸田博史   | 山内重保              | 内山正幸   | 吉田智子 |
| 1993年6月30日  | 191  |          | 戰鬥結束… 謝了，孫悟空                 | 隅沢克之   | 菊池一仁              | 増永計介   | 常盤庄司 |
| 1993年7月7日   | 192  |          | 我要在陰間修練! 笑著的離別               | 隅沢克之   | 西尾大介              | 袴田裕二   | 横山千草 |
| 1993年7月14日  | 193  |          | 爸爸! 為新的一天加油吧!                | 小山高生   | 細田雅弘              | 海老沢幸男 | 松本健治 |
| 1993年7月21日  | 194  |          | 我來守護未來! 另一個結局               | 戸田博史   | 芝田浩樹              | 内山正幸   | 吉田智子 |

那個世界的武道會篇
共5話（1993年7月28日～1993年9月1日）
| 播映日期      | 話數 | 日文名稱 | 中文名稱 （「衛視中文台」的翻譯）         | 劇本     | （分鏡） 演出 | 作畫監督   | 美術     |
| ------------- | ---- | -------- | ----------------------------------------- | -------- | ------------- | ---------- | -------- |
| 1993年7月28日 | 195  |          | 太高興了!! 找到了!那個世界裡的厲害的傢伙★ | 松井亜弥 | 橋本光夫      | 増永計介   | 横山千草 |
| 1993年8月11日 | 196  |          | 那個世界的第一是我!! 歷代勇者大話合★      | 松井亜弥 | 菊池一仁      | 袴田裕二   | 常盤庄司 |
| 1993年8月18日 | 197  |          | 大界王星的熱潮!! 悟空旋風捲起★            | 松井亜弥 | 西尾大介      | 内山正幸   | 松本健治 |
| 1993年8月25日 | 198  |          | 火炎的決戰!! 是悟空還是排骨飯!?★          | 松井亜弥 | 葛西治        | 海老沢幸男 | 常盤庄司 |
| 1993年9月1日  | 199  |          | 勝卷在握的勝利!! 定勝負的超速龜派氣功波★  | 松井亜弥 | 芝田浩樹      | 宮原直樹   | 横山千草 |

賽亞超人篇
共20話（1993年9月8日～1994年3月2日）
| 播映日期       | 話數 | 日文名稱 | 中文名稱 （「衛視中文台」的翻譯）  | 劇本           | （分鏡） 演出 | 作畫監督   | 美術     |
| -------------- | ---- | -------- | ---------------------------------- | -------------- | ------------- | ---------- | -------- |
| 1993年9月8日   | 200  |          | 今日初上高中!7年之後的故事         | 小山高生       | 橋本光夫      | 山室直儀   | 吉田智子 |
| 1993年9月15日  | 201  |          | 愛與正義的賽亞假面超人登場!        | 戸田博史       | 菊池一仁      | 増永計介   | 松本健治 |
| 1993年9月29日  | 202  |          | 悟飯緊張的第一次約會!?★            | あかほりさとる | 西尾大介      | 袴田裕二   | 常盤庄司 |
| 1993年10月20日 | 203  |          | 拯救碧兒!悟飯緊急出動★             | 菅良幸         | 橋本光夫      | 内山正幸   | 横山千草 |
| 1993年10月27日 | 204  |          | 發生偷竊事件!犯人是賽亞假面超人!?★ | 菅良幸         | 今村隆寛      | 海老沢幸男 | 吉田智子 |
| 1993年11月3日  | 205  |          | 悟空復活!?出席天下第一武術會       | 松井亜弥       | 上田芳裕      | 島貫正弘   | 松本健治 |
| 1993年11月10日 | 206  |          | 悟飯大吃一驚!悟天力量爆發          | 松井亜弥       | 葛西治        | 山室直儀   | 常盤庄司 |
| 1993年11月17日 | 207  |          | 起飛呀!碧兒舞空術入門              | 戸田博史       | 山内重保      | 増永計介   | 横山千草 |
| 1993年11月24日 | 208  |          | 歡迎你悟空!七龍珠戰隊全體話合!     | 戸田博史       | 菊池一仁      | 内山正幸   | 吉田智子 |
| 1993年12月8日  | 209  |          | 賽亞假面超人危險!不善的偷拍家!     | 小山高生       | 上田芳裕      | 袴田裕二   | 松本健治 |
| 1993年12月15日 | 210  |          | 無流汗小鬼特南克斯之戰             | 植竹須美男     | 橋本光夫      | 海老沢幸男 | 常盤庄司 |
| 1993年12月22日 | 211  |          | 到我出場了!悟天緊張的第一戰        | 戸田博史       | 今村隆寛      | 島貫正弘   | 藤田勉   |
| 1994年1月12日  | 212  |          | 百萬倍狂歡!決定少年王者!           | 戸田博史       | 山内重保      | 内山正幸   | 吉田智子 |
| 1994年1月19日  | 213  |          | 怎辦啊撒旦?史上最大的危機          | 戸田博史       | 菊池一仁      | 山室直儀   | 松本健治 |
| 1994年1月26日  | 214  |          | 決定比武對手!唯一一次的決戰        | 戸田博史       | 上田芳裕      | 増永計介   | 常盤庄司 |
| 1994年2月2日   | 215  |          | 怎麼了!?比克不戰而退               | 植竹須美男     | 葛西治        | 袴田裕二   | 藤田勉   |
| 1994年2月9日   | 216  |          | 不祥的不死身!?史布比治之謎         | 隅沢克之       | 橋本光夫      | 石川晋吾   | 吉田智子 |
| 1994年2月16日  | 217  |          | 碧兒慘敗!超級悟飯怒氣啟動          | 隅沢克之       | 菊池一仁      | 海老沢幸男 | 松本健治 |
| 1994年2月23    | 218  |          | 拆穿了!孫悟飯是賽亞假面超人        | 小山高生       | 上田芳裕      | 内山正幸   | 常盤庄司 |
| 1994年3月2日   | 219  |          | 蠢蠢欲動的陰謀!奪取悟飯的能量      | 小山高生       | 今村隆寛      | 島貫正弘   | 藤田勉   |

魔人普烏篇
共72話（1994年3月9日～1996年1月31日）
| 播映日期       | 話數 | 日文名稱 | 中文名稱 （「衛視中文台」的翻譯）  | 劇本       | （分鏡） 演出         | 作畫監督   | 美術     |
| -------------- | ---- | -------- | ---------------------------------- | ---------- | --------------------- | ---------- | -------- |
| 1994年3月9日   | 220  |          | 黑手登場!兇惡魔導師巴比迪          | 戸田博史   | 上田芳裕              | 増永計介   | 吉田智子 |
| 1994年3月16日  | 221  |          | 踏入陷阱!魔界的挑戰書              | 戸田博史   | 菊池一仁              | 袴田裕二   | 松本健治 |
| 1994年3月23日  | 222  |          | 順利過關!達爾突破第一層            | 戸田博史   | 橋本光夫              | 石川晋吾   | 常盤庄司 |
| 1994年4月13日  | 223  |          | 悟空能量展開!也哥飛散              | 戸田博史   | 上田芳裕              | 内山正幸   | 藤田勉   |
| 1994年4月20日  | 224  |          | 大失算!撒旦對三個超級戰士          | 戸田博史   | 葛西治                | 海老沢幸男 | 吉田智子 |
| 1994年4月27日  | 225  |          | 強壯的小鬼!18號大苦戰!?            | 戸田博史   | 菊池一仁              | 島貫正弘   | 藤田勉   |
| 1994年5月4日   | 226  |          | 魔王現身!悟飯出場了!               | 久保田雅史 | 橋本光夫              | 増永計介   | 常盤庄司 |
| 1994年5月18日  | 227  |          | 發現邪惡的心!達布拉的建議          | 久保田雅史 | 上田芳裕              | 袴田裕二   | 松本健治 |
| 1994年5月25日  | 228  |          | 破壞王子達爾復活!大亂武術會        | 久保田雅史 | 菊池一仁              | 内山正幸   | 吉田智子 |
| 1994年6月15日  | 229  |          | 宿敵的超決鬥!悟空和達爾激戰        | 植竹須美男 | 橋本光夫              | 石川晋吾   | 吉田智子 |
| 1994年6月22日  | 230  |          | 看著吧!阻止巴比迪的野心            | 植竹須美男 | 菊池一仁              | 海老沢幸男 | 常盤庄司 |
| 1994年6月29日  | 231  |          | 封印解開!魔人普烏出來!             | 戸田博史   | 葛西治                | 久田和也   | 徳重賢   |
| 1994年7月6日   | 232  |          | 絕不能復活!抵抗的龜波氣功          | 戸田博史   | 山内重保              | 山室直儀   | 吉田智子 |
| 1994年7月13日  | 233  |          | 只有死路一條!?界王神的悲嘆         | 橋本光夫   | 内山正幸              | 宮前光春   |          |
| 1994年7月27日  | 234  |          | 魔人的恐怖!悟飯慘遭毒手            | 久保田雅史 | 菊池一仁              | 増永計介   | 吉田智子 |
| 1994年8月3日   | 235  |          | 吃掉你!魔人填肚的超能力            | 久保田雅史 | 藤瀬順一              | 袴田裕二   | 松本健治 |
| 1994年8月17日  | 236  |          | 戰士的決心!跟魔人同歸於盡          | 久保田雅史 | 山内重保              | 石川晋吾   | 吉田智子 |
| 1994年8月24日  | 237  |          | 為了所愛的人…達爾粉身碎骨          | 小山高生   | 橋本光夫              | 海老沢幸男 | 宮前光春 |
| 1994年8月31日  | 238  |          | 惡夢捲土重來!魔人普烏生還          | 小山高生   | 菊池一仁              | 内山正幸   | 吉田智子 |
| 1994年9月7日   | 239  |          | 碧兒們的奮鬥!尋找七龍珠            | 小山高生   | 山内重保              | 増永計介   | 松本健治 |
| 1994年9月21日  | 240  |          | 剩下的希望!小孩們的新必殺招        | 小山高生   | 芝田浩樹              | 袴田裕二   | 吉田智子 |
| 1994年9月28日  | 241  |          | 悟天和特南克斯…全世界的通緝犯!     | 小山高生   | 橋本光夫              | 石川晋吾   | 宮前光春 |
| 1994年10月12日 | 242  |          | 悟飯復活!界王神的秘密武器!?        | 小山高生   | 菊池一仁              | 山室直儀   | 吉田智子 |
| 1994年10月19日 | 243  |          | 拔出來了!傳說中的天界神劍          | 久保田雅史 | 山内重保              | 内山正幸   | 松本健治 |
| 1994年11月2日  | 244  |          | 目標西都!制止魔人普烏              | 吉田玲子   | 藤瀬順一              | 海老沢幸男 | 吉田智子 |
| 1994年11月9日  | 245  |          | 驚人的大變身!超級賽亞人3           | 戸田博史   | 橋本光夫              | 林委千夫   | 宮前光春 |
| 1994年11月16日 | 246  |          | 再見巴比迪!魔人普烏的反叛          | 戸田博史   | 菊池一仁              | 石川晋吾   | 吉田智子 |
| 1994年11月23日 | 247  |          | 難做的動作!?特訓變身姿勢           | 戸田博史   | 山内重保              | 増永計介   | 松本健治 |
| 1994年11月30日 | 248  |          | 永別了各位!悟空返回陰間            | 戸田博史   | 橋本光夫              | 内山正幸   | 吉田智子 |
| 1994年12月7日  | 249  |          | 悟飯在哪裡?界王神界猛烈特訓        | 久保田雅史 | 上田芳裕              | 山室直儀   | 宮前光春 |
| 1994年12月14日 | 250  |          | 講笑吧!?天界神劍折斷               | 久保田雅史 | 菊池一仁              | 海老沢幸男 | 吉田智子 |
| 1994年12月21日 | 251  |          | 合體超人悟天克斯誕生!              | 久保田雅史 | 今村隆寛              | 石川晋吾   | 松本健治 |
| 1995年1月11日  | 252  |          | 最後武器開動!?撒旦拯救地球         | 久保田雅史 | 山内重保              | 北條直明   | 吉田智子 |
| 1995年1月25日  | 253  |          | 我不再殺人了!魔人普烏的誓言        | 植竹須美男 | 橋本光夫              | 増永計介   | 宮前光春 |
| 1995年2月1日   | 254  |          | 快逃啊撒旦!憤怒魔人普烏出現        | 小山高生   | 上田芳裕              | 内山正幸   | 吉田智子 |
| 1995年2月8日   | 255  |          | 誰勝誰負?善惡普烏決鬥              | 戸田博史   | 菊池一仁              | 山室直儀   | 松本健治 |
| 1995年2月15日  | 256  |          | 等不了的災難!地球人類滅絕          | 戸田博史   | 山内重保              | 海老沢幸男 | 吉田智子 |
| 1995年2月22日  | 257  |          | 特訓成功!魔人普烏到此為止          | 前川淳     | 藤瀬順一              | 石川晋吾   | 宮前光春 |
| 1995年3月1日   | 258  |          | 駛出真功夫!超級賽亞人悟天克斯      | 前川淳     | 今村隆寛              | 袴田裕二   | 吉田智子 |
| 1995年3月8日   | 259  |          | 成功了!小鬼驅除普烏!?              | 吉田玲子   | 橋本光夫              | 内山正幸   | 松本健治 |
| 1995年3月15日  | 260  |          | 逃出異次元空間!超級賽亞人3悟天克斯 | 戸田博史   | 上田芳裕              | 増永計介   | 常盤庄司 |
| 1995年3月22日  | 261  |          | 看招!超級普烏排球                  | 戸田博史   | 菊池一仁              | 北條直明   | 宮前光春 |
| 1995年4月26日  | 262  |          | 真正的威猛!新生悟飯回地球          | 戸田博史   | 橋本光夫              | 海老沢幸男 | 吉田智子 |
| 1995年5月3日   | 263  |          | 壓倒普烏!悟飯神奇的力量            | 久保田雅史 | 上田芳裕              | 石川晋吾   | 松本健治 |
| 1995年5月17日  | 264  |          | 小心!魔人普烏大爆炸                | 前川淳     | 菊池一仁              | 袴田裕二   | 常盤庄司 |
| 1995年5月24日  | 265  |          | 普烏最奸的矛招!悟天克斯被吸收!     | 前川淳     | （上田芳裕） 門田英彦 | 内山正幸   | 宮前光春 |
| 1995年5月31日  | 266  |          | 為了全宇宙…孫悟空再次出場          | 植竹須美男 | 橋本光夫              | 増永計介   | 吉田智子 |
| 1995年6月7日   | 267  |          | 一次的奇跡…跟悟飯的超級合體        | 戸田博史   | 上田芳裕              | 北條直明   | 松本健治 |
| 1995年6月28日  | 268  |          | 合體!高傲的達爾加憤怒的悟空        | 戸田博史   | 葛西治                | 久田和也   | 吉田智子 |
| 1995年7月5日   | 269  |          | 壯絕的力量!超越終極的達爾特★       | 久保田雅史 | 菊池一仁              | 内山正幸   | 宮前光春 |
| 1995年7月12日  | 270  |          | 空間龜裂!發狂的普烏!?              | 久保田雅史 | 上田芳裕              | 海老沢幸男 | 吉田智子 |
| 1995年7月19日  | 271  |          | 普烏的拿手絕技!變成了咖啡糖        | 久保田雅史 | 菊池一仁              | 石川晋吾   | 松本健治 |
| 1995年7月26日  | 272  |          | 喪失了英雄!?達爾特被吸收           | 久保田雅史 | 山内重保              | 袴田裕二   | 吉田智子 |
| 1995年8月2日   | 273  |          | 魔鬼的迷宮!普烏腹中的發現          | 久保田雅史 | 上田芳裕              | 内山正幸   | 宮前光春 |
| 1995年8月9日   | 274  |          | 是夢是影!?悟空悟飯父子決鬥★        | 前川淳     | 菊池一仁              | 増永計介   | 吉田智子 |
| 1995年8月16日  | 275  |          | 魔人的秘密!普烏中的兩個普烏        | 前川淳     | 山内重保              | 海老沢幸男 | 松本健治 |
| 1995年8月23日  | 276  |          | 出口在那裡?逃出崩潰的普烏          | 前川淳     | 菊池一仁              | 石川晋吾   | 吉田智子 |
| 1995年9月6日   | 277  |          | 地球毀滅!普烏邪惡的反變身          | 前川淳     | 上田芳裕              | 袴田裕二   | 宮前光春 |
| 1995年9月13日  | 278  |          | 普烏來襲!界王神界上決勝            | 戸田博史   | 葛西治                | 内山正幸   | 吉田智子 |
| 1995年9月20日  | 279  |          | 掌握住未來!賭宇宙命運的大決戰      | 戸田博史   | 山内重保              | 増永計介   | 松本健治 |
| 1995年10月18日 | 280  |          | 達爾認輸!悟空你是No.1              | 戸田博史   | 菊池一仁              | 宮原直樹   | 吉田智子 |
| 1995年11月1日  | 281  |          | 忍耐吧達爾!關鍵的1分鐘             | 久保田雅史 | 上田芳裕              | 久田和也   | 宮前光春 |
| 1995年11月8日  | 282  |          | 不准欺負撒旦!原祖普烏復活          | 久保田雅史 | 藤瀬順一              | 海老沢幸男 | 吉田智子 |
| 1995年11月15日 | 283  |          | 達爾的秘密計策!神龍和兩個願望      | 久保田雅史 | 山内重保              | 内山正幸   | 松本健治 |
| 1995年11月22日 | 284  |          | 最後的希望!製造元氣彈              | 前川淳     | 菊池一仁              | 石川晋吾   | 吉田智子 |
| 1995年11月29日 | 285  |          | 超感激!完成大家的元氣彈            | 前川淳     | 上田芳裕              | 山室直儀   | 吉田智子 |
| 1995年12月13日 | 286  |          | 變回最強孫悟空!魔人普烏滅亡        | 前川淳     | 今村隆寛              | 袴田裕二   | 宮前光春 |
| 1995年12月20日 | 287  |          | 回復和平!正義的朋友魔人普烏!?★     | 前川淳     | 橋本光夫              | 久田和也   | 吉田智子 |
| 1996年1月10日  | 288  |          | 悟空遲到了!大家的宴會★             | 前川淳     | 葛西治                | 内山正幸   | 松本健治 |
| 1996年1月17日  | 289  |          | 我是小芳!悟空當上爺爺!             | 久保田雅史 | 菊池一仁              | 宮原直樹   | 吉田智子 |
| 1996年1月24日  | 290  |          | 我是烏普!今年10歲的原本魔人!?      | 久保田雅史 | 上田芳裕              | 海老沢幸男 | 宮前光春 |
| 1996年1月31日  | 291  |          | 變得更強!悟空超越的夢想            | 久保田雅史 | 今村隆寛              | 石川晋吾   | 吉田智子 |

## 播放电视台
| 衛視中文台 星期日18:30-19:30節目 | 衛視中文台 星期日18:30-19:30節目        | 衛視中文台 星期日18:30-19:30節目 |
| -------------------------------- | --------------------------------------- | -------------------------------- |
|                                  | 新七龍珠 （1997年8月3日-2002年8月11日） |                                  |
| 待查                             | 待查                                    |                                  |

| 東森電影台 星期日 21:00-22:55節目      | 東森電影台 星期日 21:00-22:55節目          | 東森電影台 星期日 21:00-22:55節目 |
| -------------------------------------- | ------------------------------------------ | --------------------------------- |
|                                        | 七龍珠Z劇場版：神與神 （2014年7月13日）    |                                   |
| 航海王電影：Z 2014年7月6日 21:00-23:20 | 西遊記之大鬧天宮 2014年7月20日 21:00-23:35 |                                   |

| 香港 翡翠台 星期日 00:05－01:00                                     | 香港 翡翠台 星期日 00:05－01:00                        | 香港 翡翠台 星期日 00:05－01:00 |
| ------------------------------------------------------------------- | ------------------------------------------------------ | ------------------------------- |
|                                                                     | 龍珠二世 第1－148集 （1991年10月6日－1993年3月7日）    |                                 |
| —                                                                   | —                                                      |                                 |
| 香港 翡翠台 星期二 23:00－23:30 · 11月28日起改為星期日 22:05－23:00 |                                                        |                                 |
| 城市獵人 （1990年10月9日－1993年9月21日）                           | 龍珠二世 第149－205集 （1993年9月28日－1994年9月25日） | — 【動畫時段取消】              |
| 香港 翡翠台 星期六 01:15－02:10                                     |                                                        |                                 |
| 新增動畫時段                                                        | 龍珠二世 第205－291集 （1996年6月8日－1997年6月21日）  | — 【動畫時段取消】              |

| 香港 翡翠台 星期二至日 02:35－03:30 | 香港 翡翠台 星期二至日 02:35－03:30                        | 香港 翡翠台 星期二至日 02:35－03:30                   |
| ----------------------------------- | ---------------------------------------------------------- | ----------------------------------------------------- |
|                                     | 龍珠二世 重播，第1－148集 （1993年7月12日－1993年9月23日） |                                                       |
| —                                   | —                                                          |                                                       |
| 香港 翡翠台 星期二至日 02:35－03:00 |                                                            |                                                       |
| —                                   | 龍珠二世 重播，第149－205集 （1995年7月5日－1995年9月8日） | —                                                     |
| 香港 翡翠台 星期二至六 02:35－03:30 |                                                            |                                                       |
| —                                   | 龍珠二世 重播，第205－291集 （1998年4月7日－1998年6月6日） | 幽遊白書（每日） 重播 （1998年7月14日－1998年9月7日） |

## 電視電影版
以「七龍珠Z」為標題推出的電視電影動畫共4部，如下
- 七龍珠Z 一夫當關的最後決戰～向弗利沙挑戰的Z戰士 孫悟空之父～（日语：ドラゴンボールZ たったひとりの最終決戦〜フリーザに挑んだZ戦士 孫悟空の父〜）

1990年10月17日播放（七龍珠Z第63話和第64話之間），片長58分鐘。描寫悟空之父親的最終決戰，雖然它是動畫的原創故事，但是讓鳥山明印象深刻，所以將巴達克畫進原作。
- 七龍珠Z 向絕望反抗!!殘存的超戰士‧悟飯與特南克斯（日语：ドラゴンボールZ 絶望への反抗!!残された超戦士・悟飯とトランクス）

1993年2月24日播放（七龍珠Z第175話和第176話之間），片長48分鐘。
- 總集篇 『回顧七龍珠Z的年終秀』（日语：総集編 『全部見せます 年忘れDRAGON BALL Z』）

1993年12月31日播放（七龍珠Z第211話和第212話之間），片長5分鐘。
描述穿著燕尾服的孫悟空和孫悟飯及孫悟天父子談論《七龍珠》系列的前九部電影動畫。
- 七龍珠Z 復活的「F」“未來”特南克斯特別篇（日语：ドラゴンボールZ 復活の「F」”未来”トランクス特別篇）

2016年8月27日播放（七龍珠超第55話和第56話之間），片長13分鐘。

## 電影版
從1986年的第一部系列電影《七龍珠 神龍傳說》至《七龍珠Z 龍拳爆發! 悟空捨我其誰》的16部作品的畫面比例以4:3的製作，主要是在電影院及家庭電視播放。後續的DVD以16:9的比例發售。自《七龍珠Z 神與神》開始以Vista 16:9的比例製作。以“七龍珠Z”為標題推出的電影動畫共15部，如下
- （1989年7月15日）
- （1990年3月10日）
- （1990年7月7日）
- （1991年3月9日）
- （1991年7月20日）
- （1992年3月7日）
- （1992年7月11日）
- （1993年3月6日）
- （1993年7月10日）
- （1994年3月12日）
- （1994年7月9日）
- （1995年3月4日）
- （1995年7月15日）
- 七龍珠 邁向最強之道（1996年3月2日）
- 七龍珠Z 神與神（2013年3月30日）
- 七龍珠Z 復活的「F」（2015年4月18日）

儘管部分的電影作品與原作漫畫作家鳥山明有進行合作，但是鳥山明本人描述從1986年的《七龍珠 神龍傳說》到1996年的《七龍珠 邁向最強的道路》的17部電影動畫「電影版是我的主要漫畫故事的另一個次元故事。」播映期間推出的電影動畫是與原作漫畫不相干的平行世界(Parallel World)。但是從《七龍珠Z 神與神》和《七龍珠Z 復活的「F」》之後，鳥山明開始參與人物設定、故事原案與劇本的電影版，描繪原作漫畫魔人普烏之戰結束至519話之間的故事，因此與鳥山明的原作七龍珠漫畫息息相關。
上述電影版也同時在電視動畫登場的人物包括

- 葛力克Jr. （ガーリックJr.）
- 快龍 （ハイヤードラゴン）

- 賽亞超人2號（グレートサイヤマン2号）

外傳動畫
- 七龍珠Z外傳 賽亞人滅絕計畫(1993年7月23日)
- トリコ×ONE PIECE×ドラゴンボールZ 超コラボスペシャル!!(2013年4月7日)

## DVD和CD
DVD
- DRAGON BALL Z VOL1～VOL49。
  - 發售：集英社、富士電視、東映動畫　　製作、販售：波麗佳音（2005年11月2日發售）
- DRAGON BALL Z DVD BOX DRAGON BOX VOL.1・VOL.2（限定版） 
  - 發售：集英社、富士電視、東映動畫　　製作、販售：波麗佳音（2003年3月19日、9月18日發售）
- DRAGON BOX THE MOVIE （限定版）
  - 發售：集英社、富士電視、東映動畫、東映影視　　販售：東映
- DRAGON BALL THE MOVIE 
  - 發售：集英社、富士電視、東映動畫、東映影視　　販售：東映

VHS・LD
- 劇場版七龍珠Z系列
  - 發行・販售・製作：東映、東映影視

在2003年被製成DVD，名為“ DRAGON BOX”限量商品，最後在2005年以家庭形式DVD BOX發售。
單曲
- ドラゴンボールZ　CHA-LA HEAD-CHA-LA
- ドラゴンボールZ　WE GOTTA POWER

專輯
- ドラゴンボールZ ヒット曲集
- 「ドラゴンボール」「ドラゴンボールZ」大全集
- ドラゴンボールZ コンプリート・ソングコレクション
- ドラゴンボールZ BEST REMIX2006 1/2 スペシャル]]

精選輯
- ドラゴンボールZ ヒット曲集ベスト
- ドラゴンボールZ ベストソングコレクション

原聲帶
- ドラゴンボールZ 音楽集 Vol.1
- ドラゴンボールZ 音楽集 Vol.2
- 「ドラゴンボールZ 危険なふたり!超戦士はねむれない」MUSIC COLLECTION
- 「超戦士撃破!!勝つのはオレだ」MUSIC COLLECTION
- ドラゴンボールZ BGMコレクション

## 相關書籍
Film comic
- ドラゴンボールゼット アニメ キッズ コミックス
  - 集英社在1994年8月25日至1995年12月期間發行電視動畫版的「Dragon Ball Z Anime Kids Comics」全17巻。
  - 內容涵蓋“賽亞人篇”至“魔人普烏篇”的劇情，以及《七龍珠Z》第11部「超級戰士撃破!!勝利的勇士是我」及第12部「復活的融合!!悟空和達爾」電影動畫。
  - 以漫畫形式動畫的畫面截圖印刷的全彩漫畫。
- ドラゴンボールZ アニメコミックス 
  - 集英社在2005年11月4日至2010年7月2日期間發行電視動畫版的「ANIME COMIC DRAGON BALL Z」全39巻。
  - 賽亞人篇（全5巻）
  - 超級賽亞人・基紐特戰隊篇（全6巻）
  - 超級賽亞人・弗力札篇（全4巻）
  - 人造人類篇（全5巻）
  - 賽魯遊戲篇（全5巻）
  - 那個世界的天下第一武道大會篇（全2巻）
  - 魔人普烏復活篇（全6巻）
  - 魔人普烏激鬥篇（全6巻）

外傳
- 《ピッコロ大魔王の名に賭けて》　編劇：小山高生、作畫：前田實

描述比克大魔王從一名冷酷無情的戰士，到成為孫悟飯的師傅時的心路歷程。於1989年10月18日收錄在ドラゴンボール・セット アニメ・スペシャルI
- 《誇り高き! サイヤの王子ベジータ》　編劇：小山高生、作畫：前田實

在電視動畫進行至那美克星篇之際，探討了貝吉達在故鄉貝吉達星球的童年往事。於1991年6月20日收錄在ドラゴンボール・セット アニメ・スペシャルII
- 《孤独の未来戦士!! トランクス》　編劇：松井亞彌、作畫：前田實

是《七龍珠Z 向絕望反抗!!殘存的超戰士‧悟飯與特南克斯》的延伸，描繪未來世界的青年特南克斯與父親貝吉達第一次見面至賽魯戰鬥的描寫。

## 外部連結
- 七龍珠Z動畫版官方網頁 （页面存档备份，存于）
- 東映動畫創立60週年紀念 七龍珠Z官方網頁 （页面存档备份，存于）
- 七龍珠系列官方網站 （页面存档备份，存于）集英社（日語）
- 七龍珠漫畫官方網站 （页面存档备份，存于）集英社（日語）